# رينو ماركيسي
رينو ماركيسي (بالإيطالية: Rino Marchesi)‏ لاعب سابق ومدرب إيطالي ولد في 11 يونيو 1937 في سان جوليانو ميلانيزي بإيطاليا.
كان يلعب في مركز قلب الدفاع ورغم مسيرته الباهرة في عدة أندية إيطالية وخصوصا فيورنتينا ولازيو إلا أن مسيرته مع المنتخب لم تكن بذلك الإشعاع والتميز إذ انه لم يشارك معه سوى في مباراتين.
و بعد اعتزاله درب عدة اندية كبيرة مثل الانتر ونابولي ويوفنتوس وأودينيزي.

## مسيرته الكروية
لعب رينو ماركيسي خلال مسيرته الاحترافية مع 4 أندية في ستة عشر موسمًا وسجل خلالها 27 هدفًا ضمن 394 مباراة. حيث فاز في موسمين بالكأس ولم يفز بأي دوري.
خاض رينو ماركيسي مسيرته مع نادي أتالانتا في موسم 1957–58 واستمر معه طيلة ثلاثة مواسم، مشاركًا في 87 مباراة سجل خلالها 12 هدفًا. ثم انتقل إلى نادي فيورنتينا في موسم 1960–61 ليلعب معه ستة مواسم، حيث شارك في 121 مباراة سجل خلالها 10 أهداف. لينتقل بعدها إلى نادي لاتسيو في موسم 1966–67 ليلعب معه خمسة مواسم، مشاركًا في 125 مباراة سجل خلالها 4 أهداف. ثم انتقل إلى نادي براتو في موسم 1971–72 ولمدة موسمين، مشاركًا في 61 مباراة سجل خلالها هدفًا واحدًا.

## روابط خارجية
- رينو ماركيسي على موقع قاعدة بيانات كرة القدم.إي يو (الإنجليزية)
- رينو ماركيسي على موقع ناشيونال فوتبول تيمز (الإنجليزية)
- رينو ماركيسي على موقع عالم كرة القدم.نت (الإنجليزية)